# Organisme unicellulaire

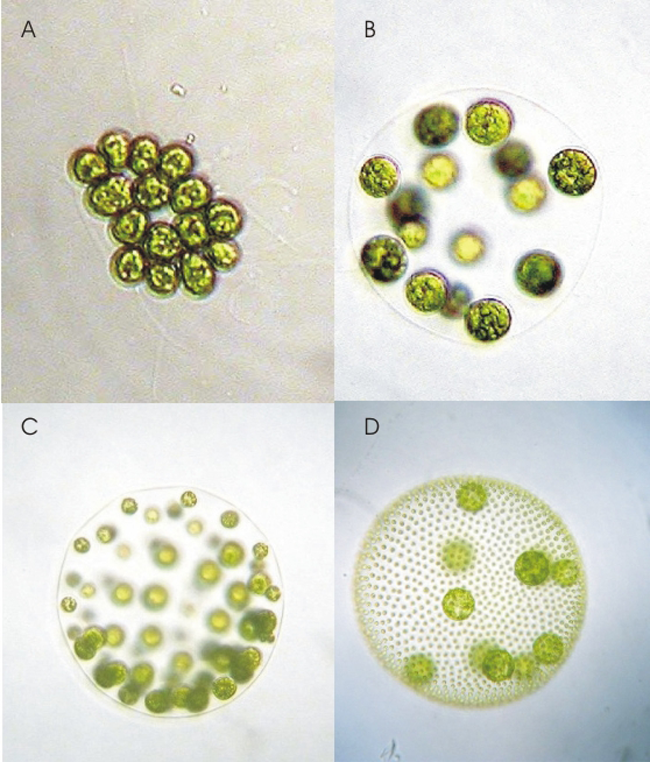
Quatre espèces de volvocales, des algues unicellulaires.

Les organismes unicellulaires sont des organismes composés d'une seule cellule dont les diverses fonctions vitales sont assurées par des organites hautement spécialisés, à la différence des organismes multicellulaires. Cette appellation regroupe deux catégories : les organismes procaryotes (sans noyau) et eucaryotes (avec noyau). Parmi les procaryotes, tous sont unicellulaires et on retrouve les bactéries et les archées. Parmi les eucaryotes, beaucoup sont pluricellulaires mais on retrouve aussi des unicellulaires comme les protozoaires, les algues unicellulaires ou les levures. Les organismes unicellulaires sont considérés comme la plus ancienne forme de vie, ayant émergé il y a environ 4 milliards d'années. Les virus en revanche n'ont pas une structure cellulaire et leur qualité « d'organisme » est controversée.
En règle générale, les organismes unicellulaires sont microscopiques et sont présents dans tous les milieux et sur toutes les surfaces, à moins que ceux-ci n'aient été stérilisés. Ils représentent la majorité des êtres vivants sur terre .
Quelques exemples d'organismes unicellulaires connus :
- la bactérie Escherichia coli, une bactérie commensale normale du tube digestif des mammifères, et parfois pathogène ;
- la bactérie  Staphylococcus aureus, une bactérie commensale des voies respiratoires, parfois pathogène, et cause majeure d'infections nosocomiales ;
- les bactéries du genre Lactobacillus, utilisées notamment dans la production de produits laitiers ;
- la paramécie, un protiste modèle ;
- les coccolithophores, des algues unicellulaires responsables de la formation de la craie ;
- le protiste Plasmodium falciparum, responsable du paludisme ;
- la levure Saccharomyces cerevisiae, utilisée en boulangerie, en brasserie et pour la vinification.

Il existe cependant des organismes unicellulaires macroscopiques :
- les xénophyophores, protozoaires appartenant à l'embranchement des foraminifères, sont le plus grand exemple connu avec Syringammina fragilissima atteignant parfois un diamètre de 20 cm[6] ;
- les nummulites, des foraminifères ;
- Valonia ventricosa, une algue de la classe des chlorophycées, peut atteindre un diamètre de 4 cm[7],[8] ;
- Acetabularia, une algue ;
- Caulerpa, une algue[9] ;
- Gromia sphaerica (en), une amibe ;
- Thiomargarita namibiensis est la plus grande bactérie connue, avec un diamètre pouvant atteindre 0,75 mm ;
- Epulopiscium fishelsoni, une bactérie ;
- Physarum polycephalum, surnommé « le blob », une espèce unicellulaire de myxomycète.